# Гайдамацкое восстание (1734)
Гайдамацкое восстание 1734 года — первое организованное восстание гайдамаков против Речи Посполитой на Правобережной Украине. В результате восстания гайдамаки на короткое время установили свой контроль над частью земель Правобережной Украины, за исключением Галиции и Волыни. Было разгромлено совместными усилиями польских и российских войск.

## Предыстория
Правобережная Украина была ядром наиболее ранних украинских восстаний против польского владычества в XVI—XVII веках, однако на начало XVIII века она пережила ряд драматических метаморфоз. После нескольких волн переселения жителей Гетманщины на территорию Слобожанщины, а также нового расселения на Правобережье крестьян из Галичины и Волыни, в начале XVIII века здесь сложилась ситуация, напоминавшая ту, которая существовала в начале освободительного движения в XVI веке. Существенным отличием стало значительное сокращение населения на правом берегу Днепра и установление гетманских институтов власти на Левобережье, находившемся в составе Российской империи.
Вследствие восстания Палия, дипломатических и военных действий гетмана Ивана Мазепы в 1704—1712 годах Правобережье перешла под управление администрации Гетманщины. Впоследствии  по условиям Прутского мира царь Пётр I вернул земли Правобережной Украины в состав Речи Посполитой. 
Польская администрация стала восстанавливать этих землях крепостное право и власть шляхты. Возвратившаяся шляхта вынуждена была привлекать население из других областей Речи Посполитой (в частности, из Галичины), уроженцев Молдавии так называемых волохов, раскольников (филиппонов (липован)) и т. д. Их прельщали обещаниями освобождения от многих повинностей сроком от 15 до 30 лет (причем, более короткие сроки устанавливались в Подолии, а длинные – в Киевщине).. Одновременно стало возрастать влияние католической и униатской церквей и усилилась дискриминации украинского православного населения.
Это стало причинами возобновления вооружённого сопротивления жителей Правобережной Украины, сначала стихийного и спорадического, а затем организованного, которое, впоследствии, получило название гайдамачины.

## Накануне восстания
В сентябре 1733 года после смерти польского короля Августа II Сильного на элекционном сейме был вторично избран королём французский ставленник Станислав Лещинский, которого поддержала одна часть магнатов. Другая часть избрала королём саксонского курфюрста Августа III, сына и преемника Августа Сильного, кандидатуру которого поддержали  Россия и Австрия. В результате вмешательства русских войск Август III был доставлен в Варшаву и коронован польской короной. Таким образом, в Речи Посполитой оказалось два короля, каждый из которых опирался на свою часть магнатов и шляхты. 
Большинство польской шляхты на территории Украины приняло сторону Лещинского; были образованы конфедерации в Волынском, Подольском, Киевском и Брацлавском воеводствах. Большая часть магнатов в этих воеводствах принадлежала к сторонникам Августа III. Между шляхтой и магнатами началась гражданская война. Обе стороны стали привлекать к участию в этой борьбе податные сословия. Шляхтичи подбивали на бунт крестьян во владениях магнатов, нападали на их усадьбы своими отрядами. Некоторые из них под видом политической борьбы собирали небольшие отряды из крестьян, казаков, бездомной шляхты и занимались грабежами. Крупные землевладельцы использовали против шляхты личные вооружённые отряды — надворное войско — казацкие и волошские.

## Начало восстания
Подготовительная стадия восстания не выяснена в полной мере. В исторических документах засвидетельствовано его торжественное начало, когда сотник Верлан, волох, служивший в надворном войске князей Любомирских в Шаргороде, объявил себя наказным полковником и обнародовал манифест восстания:

«Пришло наше время, граждане, живущие в шляхетских, королевских, церковных имениях, время освобождения из шляхетского ига и освобождение от тяжестей, которые накинули на вас ваши паны. Господь снизошёл с высокого неба на вашу недолю. На ваши слёзы и терпение, выслушал ваших молитв, послал вам защитников, что помстять ваши обиды. Становитесь на помощь тем, что взялись защищать вас и ваши права. Настала пора потребовать от врагов расплаты за ваши обиды, избиения, муки, неслыханное вымогательство, которые вы испытывали от них до сих пор. Посылаем вам проводников, которым надо доверять и за которыми надо идти с оружием, какое кто имеет. Оставляйте дома, женщин, ваших любимых детей, а не пожалеете того, потому что скоро уже убедитесь, что Бог предназначил для вас победу и станете все свободными людьми, как уничтожите то гадючье племя ваших господ, что до сих пор сосут вашу кровь. Мы уже и раньше призывали вас, но вы не верили в успех; теперь можете поверить, когда ваши братья начали успешное освобождение из неволи и с этого ига на Украине и Подолье. Зовите Бога на спасение и объединяйтесь с нами, чтобы помочь». 
В своём призыве Верлан опирался на циркуляр русского полковника Полянского, отряд которого занял Умань, который призвал надворных казаков присоединиться к борьбе против Станислава Лещинского и его приверженцев. Верлан объявил, что он получил именной указ от русского полковника, в котором предписывалось истреблять иноплеменников - поляков и евреев, а после их уничтожения край перейдет к России. Он привел своих людей к присяге на верность императрице Анне Иоанновне. Таким образом, циркуляр был по-своему истолкован надворными казаками и крестьянами, которые считали, что в случае успеха, созданные повстанцами казацкие структуры будут сохранены и войдут в состав Российской империи, где в то время ещё сохранялась относительная автономия Гетманщины и придерживались вольности Запорожья, а также не было крепостного права. Российский призыв сражаться за Августа III давала возможность гайдамацким отрядам «легально» бороться против сторонников Станислава Лещинского — магнатов Потоцких, которым принадлежали большие владения на Правобережье.
В лагерь Верлана в Шаргороде стали стекаться надворные казаки, жители волошских военных поселений, гайдамацкие ватажки, запорожцы, крестьяне, бедные шляхтичи, церковные причетники. Таким образом город стал центром восстания. Стало создаваться некое подобие армии, в которой Верланом были установлены чины и звания сотников, ротмистров, поручиков и т.д. Сотники и десятники избирались самими повстанцами. Были сформированы казацкие полки численностью около 1000 человек каждый. К Верлану присоединились казацкие предводители Писаренко, Степан Скорич, Михаил Флоринский, Савва Чалый, запорожцы Грива, Темко, Моторный.

## Ход восстания
На первом этапе гайдамацкие отряды под предводительством Верлана заняла территорию Подолья, приводя местное население к присяге. В одном только Брацлавском воеводстве было убито 90 владельцев поместий. Гайдамаки грабили костелы, католические святыни, имущество крупных панов, евреев, которых также принудительно заставляли креститься, уничтожали ценные бумаги. 
Далее отряды повстанцев перешли на Киевщину и западную часть Подолья. На третьем этапе, летом 1734 года отряды Верлана отправился на Волынь и в битве под Кременцем одержал победу над польским правительственным отрядом. Были заняты такие города как Кременец, Жванец, Броды и Збараж. Продвигаясь на запад гайдамаки заняли Броды и восточную часть Галиции (до Львова) и юго-восточную часть Волыни (до Дубна). Под контролем повстанцев оказалась территория площадью около 650 километров. На всех занятых районах отменялось крепостное право, барщина, внедрялись казацкие демократические институты, крестьяне наделялись частичными выборными правами.
В 1734 году все регулярные польские войска, которые находились на территории Правобережной Украины, были подняты на борьбу против гайдамаков. Для их усиления польским правительством из района Вислы были переброшены части регулярной армии. Несмотря на усилия, правительственная армия терпела поражение.
После безоговорочной капитуляции Данцига 26 июня (7 июля) 1734 года дело Лещинского было проиграно, а сам он бежал из страны. Первыми к русскому командованию явилась с повинной шляхта воеводств, охваченных восстанием. По мере того как она давала свое согласие на избрание Августа III, они просили русское военное командование усмирить крестьянские волнения. 1 июля русский главнокомандующий на Украине Людвиг Вильгельм Гессен-Гомбургский издал манифест «К обывателям Речи Посполитой, признавшим власть его величества короля Августа III», в котором обещает принять строгие меры против повстанцев.
Начались совместные русско-польские действия. Объединение действий русской армии с польской стало неожиданностью для гайдамаков, которые воспринимали первую за свою союзницу. Постепенно, в некоторых местностях польская власть была восстановлена, в частности в Брацлаве. Начали создаваться суды, которые приговаривали повстанцев к казни или другим взысканиям. Наказания зачастую были относительно мягки, так как шляхта хотела сохранить своих крепостных.
К середине осени 1734 года гайдамацкое восстание было фактически подавлено. 1 ноября во втором манифесте Гессен-Гомбургский заявил, что все скопища крестьян уже разогнаны и дворянам дозволяется арестовать всякого русского солдата или казака, не имеющего официального отпуска от своего начальства, и в случае сопротивления убить его.
Зачинщики восстания во главе с Верланом со своими отрядами, большей частью состоявшими из волохов, ушли в Молдавию и унесли с собой награбленную добычу. Несмотря на требования о их выдаче, молдавский господарь только возвратил брацлавским и подольским шляхтичам часть награбленного. Другие восставшие, в том числе и множество крестьян, бежали в татарские и запорожские степи и организовывали там многочисленные отряды.

## Отголоски восстания
Однако, уже в следующем 1736 году гайдамацкие отряды под командованием Медведя, Гривы, Харко, Жилы, Рудя, Иваницы и Тараса вошли на территорию Речи Посполитой и заняли Чигирин (Медведь), Смелу, Паволочь (Грива и Харько), Таращу (Харко) и Немиров (Тарас). Разбитые польские части только с помощью русских смогли восстановить контроль над этими территориями.
В 1737 году часть запорожцев снова отправилась на Правобережную Украину, но по дороге была перехвачена и разбита крымскими татарами. Харко, Иваница и Жила, а также почти половина полка погибла. Однако 500 человек прорвалось на территорию Речи Посполитой и заняли городки Гранов, Суботов, Тальное, Рашков, Животов и Могилев. Отдельные гайдамацкие отряды действовали до конца 1740-х годов. В 1743 году в районе Лисянки действовал атаман Кузьма Гаркуша, а в 1749 году на Киевщине воевали атаманы Невинский, Беркут, Среда и Иван Борода.

## Результаты
Главным результатом восстания стало то, что до того разрозненные отряд борцов против Речи Посполитой были организованы гайдамацкое войско. Хотя восстание не достигло своей цели, созданные Верланом структуры и ощущение широкой солидарности стали важным опытом, который позволил гайдамакам вести постоянную войну с польской властью на протяжении всех 1740-х и 1750-х годов, в ожидании нового шанса на большое восстание. Такой шанс выпал в конце 1760-х годов, когда под руководством Максима Железняка и Ивана Гонты началось самое масштабное гайдамацкое восстание под названием Колиивщина.